# Eugen Suchoň
Eugen Suchoň, slovaški skladatelj, * 25. september 1908, Pezinok, Slovaška, † 5. avgust 1993, Bratislava, Slovaška.
Njegovo najbolj znano delo je opera v šestih slikah V vrtincu, ki je bila krstno uprizorjena v Bratislavi 10. decembra 1949. Opero so na odru ljubljanske Opere uprizorili leta 1972.